# Parking (film, 2008)
Pour les articles homonymes, voir Parking.
Pour plus de détails, voir Fiche technique et Distribution.
Parking (停車, Tíngchē) est un film taïwanais réalisé par Chung Mong-hong en 2008.

## Synopsis
Le jour de la fête des mères, Chen Mo s'apprête à partir retrouver sa femme puis un diner, espérant renouer les liens et l'intimité perdue entre eux deux. Il achète un gâteau mais se retrouve coincé à cause d'une voiture garée en double file juste devant la sienne. En essayant de retrouver le propriétaire du véhicule afin de pouvoir partir, il croise les habitants de l'immeuble et fait une suite de rencontres inattendues, qui ne lui permettent toujours pas de sortir sa voiture de la place de parking...

## Fiche technique
- Titre original : 停車, Tíngchē
- Titre : Parking
- Réalisation et scénario : Chung Mong-hong
- Musique : An Dong
- Son : Tu Duu-Chih
- Année de production : 2008
- Pays : Taïwan
- Langue : mandarin
- Durée : 115 minutes
- Dates de sortie :
  - Taïwan : 28 novembre 2008
  - France : 24 juin 2009

## Distribution
•Chang Chen : Chen Mo
•Kwai Lun Mei : La femme de Chen Mo
•Leon Dai : proxenète
•Chapman To : Le tailleur
•Peggy Tseng : la prostituée
•Jack Kao : le barbier